# 哈尔滨音乐厅

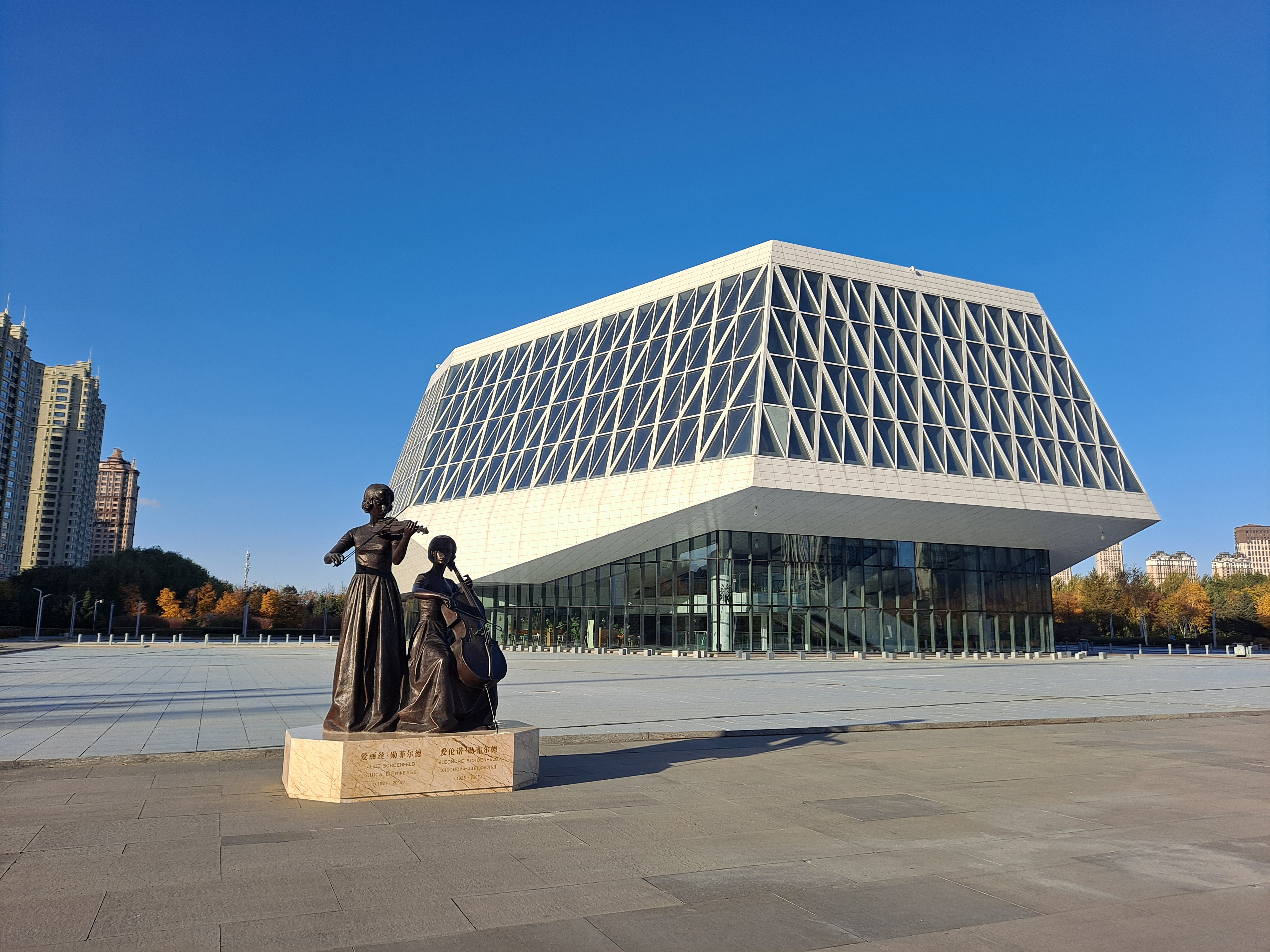
位于群力新区的新音乐厅

哈尔滨音乐厅，位于哈尔滨市道里区群力新区金河公园，原位于道里区买卖街69号，于2014年搬至现址。

## 历史
哈尔滨音乐厅原址位于道里区买卖街69号，2011年5月由日本矶崎新工作室设计的新音乐厅在群力新区动工，并于2014年投用。

## 建筑
哈尔滨音乐厅总建筑面积36,109平方米，内部设有1200座的大音乐厅，及400座的小音乐厅。音乐厅采用了日本规划建筑师矶崎新工作室的“浮游冰晶”的设计方案，是群力文化产业示范区的一部分。大音乐厅中设有意大利鲁法第公司生产的管风琴。

## 驻场团体
哈尔滨交响乐团2011年成为为哈尔滨音乐厅的驻场乐团。哈尔滨交响乐团的前身是1908年4月俄国外阿穆尔铁道兵旅团管弦乐团在哈尔滨改编成为的为中国第一支交响乐团中东铁路俱乐部交响乐团，现任团长兼总经理曲波，艺术总监汤沐海，常任指挥于雪峰。